# Зинад, Малик
Малик Зинад (англ. Malik Zinad; род. 19 ноября 1993, Триполи, Ливия) — ливийский боксёр-профессионал, выступающий во второй средней и в полутяжёлой весовых категориях. Среди профессионалов действующий претендент на титул чемпиона мира по версии IBF, бывший чемпион по версиям IBO Inter-Continental (2021—2023), WBC Mediterranean (2021—2023), WBF International (2016—2017) в полутяжёлом весе.
Лучшая позиция по рейтингу BoxRec — 8-я (май 2024) и является 1-м среди ливийских боксёров полутяжёлой весовой категории, а по рейтингам основных международных боксёрских организаций занял: 2-ю строку рейтинга IBF, 11-ю строку рейтинга IBO, и 17-ю строку рейтинга WBC, — входя в Топ-20 лучших полутяжеловесов всего мира.

## Биография
Алмалек Альзанад (Малик Зинад) родился 19 ноября 1993 года в Триполи, в Ливии.

## Любительская карьера
Его отец, сам бывший боксёр, начал тренировать Малика, когда ему было пять лет, хотя они тренировались в подвале своего дома из-за запрета Муаммара Каддафи на бокс. Зинад покинул свою страну в 2013 году из-за беспорядков, последовавших после убийства Каддафи, и в конечном итоге поселился на островном государстве Мальта после того, как его отец призвал его следовать своей мечте.
За свою любительскую карьеру Зинад провёл около 25 боёв, восемь из которых прошли на Мальте.

## Профессиональная карьера
30 октября 2015 года он дебютировал на профессиональном ринге в Та-Кали (Мальта), в рамках полутяжёлого веса, досрочно техническим нокаутом во 2-м раунде победив серба Боголюба Борисева (дебют).

#### Бой с Джеромом Пампеллоном
24 апреля 2024 года в Сиднее (Австралия) решением большинства судей: 114—114, 117—111 (дважды) Зинад победил небитого британца Джерома Пампеллона (18-0) в бою за звание обязательного претендента по линии IBF. После получения травмы Бетербиевым станет соперником Дмитрия Бивола в бою 1 июня 2024 года в Саудовской Аравии.

#### Бой с Дмитрем Биволом
1 июня 2024 года в Эр-Рияде (Саудовская Аравия) проиграл  бой чемпиону мира по версиям WBA и IBO Дмитрию Биволу. Зинад неплохо начал, смог первое время конкурировать с чемпионом в скорости, но пропустил пару чистых попаданий и упал в нокдаун. Дальнейшие раунды проходили при уверенном преимуществе чемпиона. В 6-м раунде Бивол смог превратить преимущество в классе и тайминге в серию попаданий от которых Зинад был отброшен к канатам где рефери остановил бой зафиксировав победу чемпиона.

## Статистика профессиональных боёв
В таблице перечислены результаты всех поединков боксёров.
В каждой строке указан результат поединка. Дополнительно номер поединка обозначен цветом, который обозначает итог поединка. Расшифровка обозначений и цветов представлена в нижеследующей таблице.
| Пример | Расшифровка                     |
| ------ | ------------------------------- |
|        | Победа                          |
|        | Ничья                           |
|        | Поражение                       |
|        | Планируемый поединок            |
|        | Поединок признан несостоявшимся |
| КО     | Нокаут                          |
| ТКО    | Технический нокаут              |
| PTS    | Решение судей (по очкам)        |
| UD     | Единогласное решение судей      |
| MD     | Решение большинства судей       |
| SD     | Раздельное решение судей        |
| RTD    | Отказ от продолжения боя        |
| DQ     | Дисквалификация                 |
| NC     | Поединок признан несостоявшимся |

| 24 поединка, 23 победы (17 нокаутом), 1 поражение. | 24 поединка, 23 победы (17 нокаутом), 1 поражение. | 24 поединка, 23 победы (17 нокаутом), 1 поражение. | 24 поединка, 23 победы (17 нокаутом), 1 поражение. | 24 поединка, 23 победы (17 нокаутом), 1 поражение.                            | 24 поединка, 23 победы (17 нокаутом), 1 поражение. | 24 поединка, 23 победы (17 нокаутом), 1 поражение. |
| Бой                                                | Рекорд                                             | Дата                                               | Соперник                                           | Место боя                                                                     | Результат                                          | Данные о бое |
| -------------------------------------------------- | -------------------------------------------------- | -------------------------------------------------- | -------------------------------------------------- | ----------------------------------------------------------------------------- | -------------------------------------------------- | --- |
| 23                                                 | 22-1                                               | 28 февраля 2025                                    | Харис Дзиндо (15-0)                                | Hotel Intercontinental, Сент-Джулианс, Мальта                                 | TKO 4 (10), 0:55                                   | |
| 23                                                 | 22-1                                               | 1 июня 2024                                        | Дмитрий Бивол (22-0)                               | Kingdom Arena, Эр-Рияд, Саудовская Аравия                                     | TKO 6 (12), 2:06                                   | Бой за титул объединённого чемпиона мира по версиям WBA Super (7-я защита Бивола) и IBO (1-я защита Бивола) в полутяжёлом весе. Зинад в нокдауне в первом раунде. |
| 22                                                 | 22-0                                               | 24 апреля 2024                                     | Джером Пампелон (18-0)                             | Hordern Pavilion, Сидней, Новый Южный Уэльс, Австралия                        | MD 12                                              | Бой за 2-е место в полутяжёлом весе рейтинга IBF. Счёт судей: 114-114, 117-111 (дважды).                                                                          |
| 21                                                 | 21-0                                               | 11 марта 2023                                      | Микаэль Диальйо (20-0-2)                           | Hall des Sports ULB Erasme, Андерлехт, Брюссельский столичный регион, Бельгия | UD 10                                              | Счёт судей: 96-94, 97-93 (дважды). |
| 20                                                 | 20-0                                               | 26 июня 2022                                       | Эсекьель Мадерна (27-8)                            | Hall des sports ULB-Erasme, Брюссель, Брюссельский столичный регион, Бельгия  | UD 10                                              | Счёт судей: 98-92, 98-91 (дважды). |
| 19                                                 | 19-0                                               | 18 декабря 2021                                    | Ислам Теффахи (22-10-2)                            | Salle O, Oberkorn, Дифферданж, Люксембург                                     | UD 10                                              | Счёт судей: 98-91, 99-90 (дважды). |
| 18                                                 | 18-0                                               | 29 августа 2021                                    | Альмир Скриджель (13-2)                            | Claridge Events, Брюссель, Брюссельский столичный регион, Бельгия             | TKO 3 (10), 0:57                                   | Завоевал вакантный титул чемпиона по версии WBC Mediterranean в полутяжёлом весе.                                                                                 |
| 17                                                 | 17-0                                               | 28 марта 2021                                      | Тимур Никархоев (22-3)                             | Claridge Events, Брюссель, Брюссельский столичный регион, Бельгия             | KO 9 (10), 1:19                                    | Завоевал вакантный титул чемпиона по версии IBO Inter-Continental в полутяжёлом весе.                                                                             |
| 16                                                 | 16-0                                               | 3 июля 2020                                        | Ондржэй Будера (12-16-1)                           | Montekristo Estate, Лука, Мальта                                              | KO 7 (8), 1:19                                     | |
| 15                                                 | 12-0                                               | 12 октября 2019                                    | Михал Газдик (6-6)                                 | Йорк-холл, Лондон, Великобритания                                             | TKO 2 (8), 0:33                                    | |
| …                                                  |                                                    |                                                    |                                                    |                                                                               |                                                    | |
| 1                                                  | 1-0                                                | 30 октября 2015                                    | Боголюб Борисев (дебют)                            | Basketball Pavilion, Та-Кали, Мальта                                          | TKO 2 (6), 2:38                                    | Дебют в профессиональном боксе. |
| Бой                                                | Рекорд                                             | Дата                                               | Соперник                                           | Место боя                                                                     | Результат                                          | Данные о бое |